# Поленовская
Поленовская — деревня в Белозерском районе Вологодской области.
Входит в состав Антушевского сельского поселения, с точки зрения административно-территориального деления — в Антушевский сельсовет.
Расположена на левом берегу реки Самсарки. Расстояние по автодороге до районного центра Белозерска составляет 28 км, до центра муниципального образования села Антушево — 13 км. Ближайшие населённые пункты — Березник, Еремеево, Федотово.
Население по данным переписи 2002 года — 17 человек.